# Remolí lunar

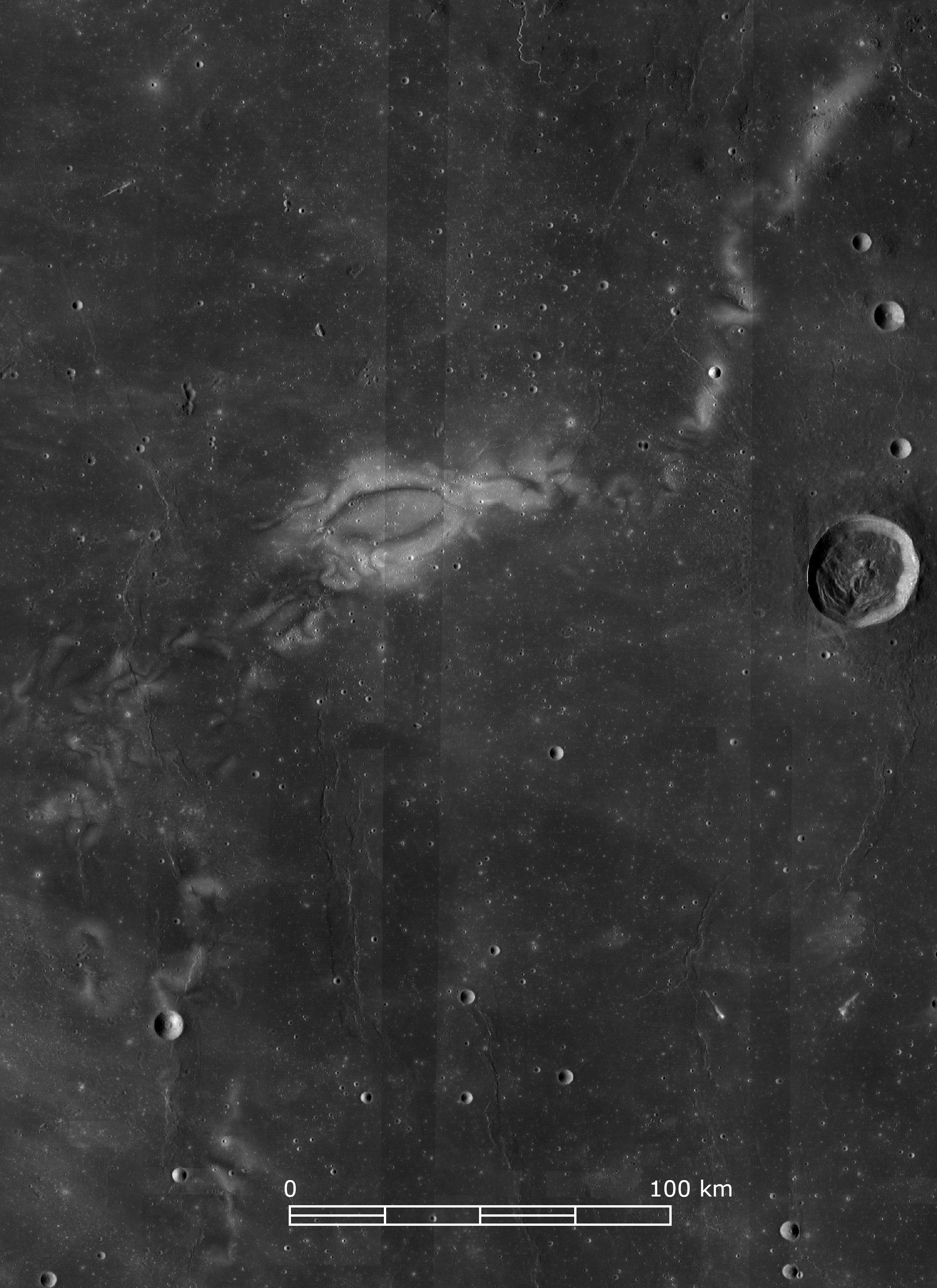
Lunar Reconnaissance Orbiter. Imatge de Reiner Gamma amb la càmera gran angular.

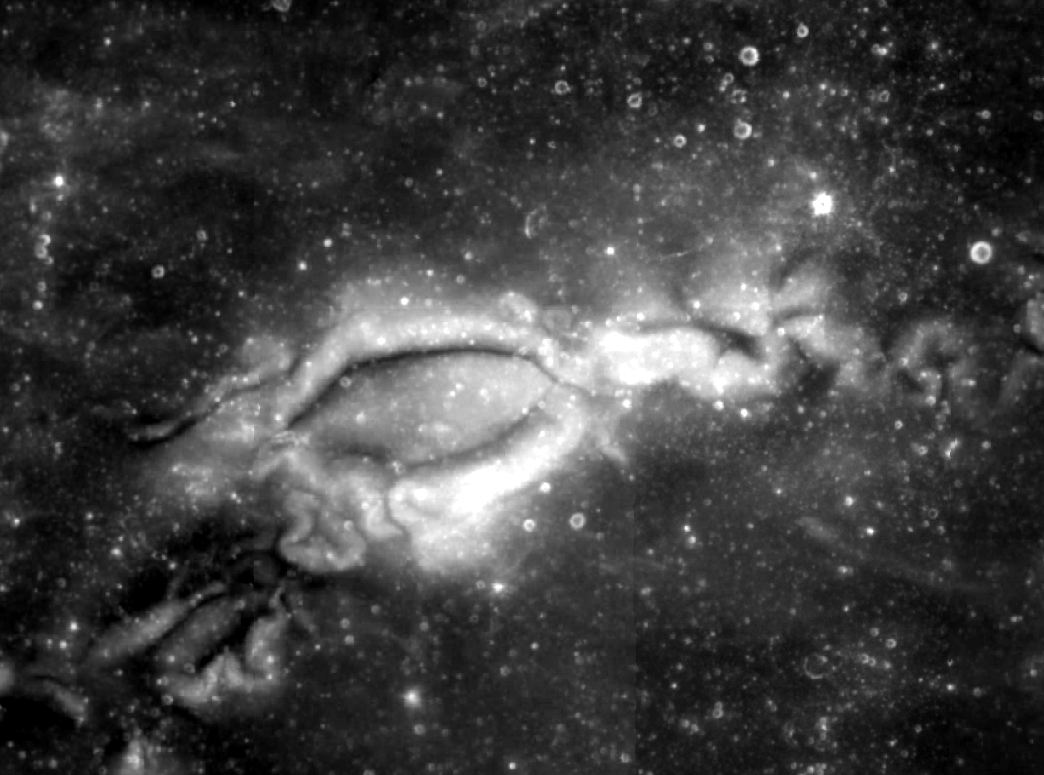
Una altra vista dels remolins de Reiner Gamma

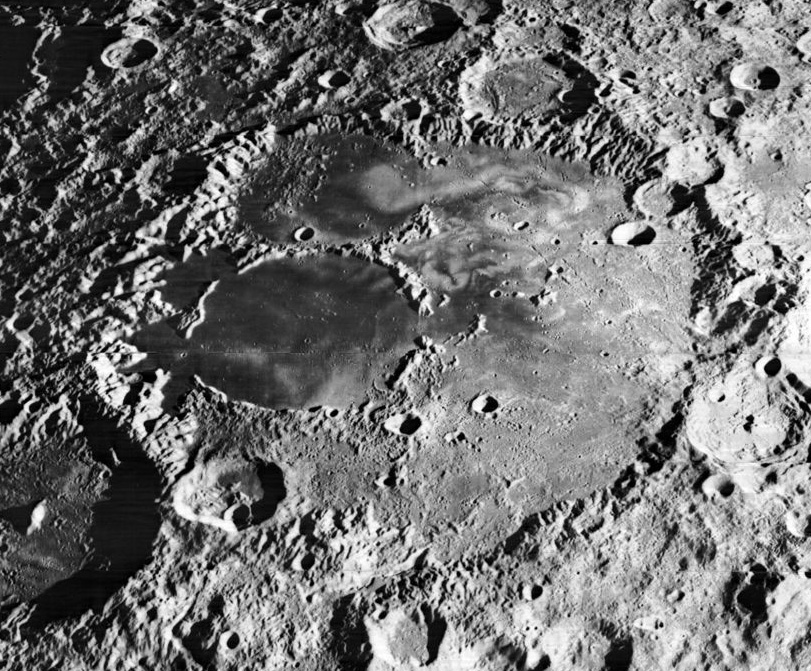
Mare Ingenii

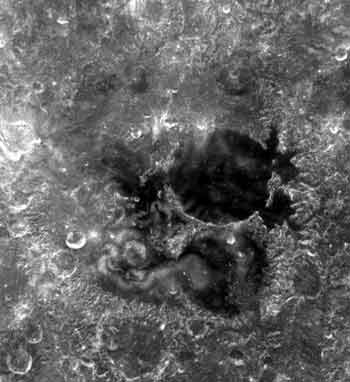
Una altra vista d'Ingenii

Els remolins lunars són unes enigmàtiques formacions que es presenten a la superfície de la Lluna. Estan caracteritzades per una albedo alta, una aparença geològica immadura (és a dir, amb l'aspecte d'un regolita relativament jove), i presenten sovint una forma sinuosa de la qual prenen el nom. La seva configuració curvilínia està normalment accentuada per franges d'albedo baixa que se situen entre les volutes brillants. Apareixen sobre la superfície lunar superposades sobre cràters i dipòsits d'ejecció, però sense cap tret topogràfic observable. S'han identificat tant en els mars lunars com en les terres altes, no estant associats amb cap composició litològica concreta. En els mars es caracteritzen per contrastos d'albedo forts i complexos amb morfologies sinuoses; mentre que en els terrenys de muntanya es presenten menys prominents i exhibeixen formes més senzilles, com a bucles simples o localitzacions difuses brillants.

## Associació amb anomalies magnètiques
Se sap que aquests remolins són coincidents amb regions de camp magnètic relativament alt en un cos planetari que no té, i mai va poder haver tingut, un nucli dinàmic actiu amb el qual generar el seu camp magnètic propi. Cada remolí té una anomalia magnètica associada, però no així cada anomalia magnètica té un remolí identificable. La cartografia del camp magnètic (confeccionada pel Apollo 15 i 16, Lunar Prospector, i Kaguya) mostra regions amb variacions de camp magnètic locals. Atès que la Lluna actualment no té cap camp magnètic global actiu, aquestes anomalies locals es corresponen amb regions de magnetisme romanent; l'origen del qual és motiu de discussió.

## Models de formació
Hi ha tres models principals per intentar explicar la formació dels remolins lunars, dos de que les seves característiques són tingudes en compte en qualsevol dels tres models:
1. Els remolins lunars mostren una aparença immadura, i
2. Estan associats amb anomalies magnètiques.

Els models sobre la creació de les anomalies magnètiques associades amb la formació de remolins, han observat que moltes d'aquestes anomalies magnètiques són antípodes d'impactes relativament moderns que han estat capaços de formar grans conques. La magnetització d'aquestes regions antípodes podria produir-se mitjançant la presència d'un camp magnètic amplificat, com el que resultaria d'un núvol de plasma generada per l'impacte de conformació d'una gran conca, que interaccionaria amb el feble camp magnètic present en la Lluna en l'instant de la formació de la citada conca. Un dipòsit inusualment gruixut i/o fortament imantat de material ejectat de la conca ha estat considerat com a explicació d'aquells remolins que no tenen una gran conca en les seves antípodes, com la formació Reiner Gamma. Un model alternatiu a una anomalia magnètica induïda per plasma, que també evita la necessitat de correlació amb una conca en les antípodes, consisteix en la formació de corrents induïts per un impacte, distribuïdes per ones sísmiques recorrent la superfície Lluna.
Una vegada que l'anomalia magnètica queda assentada, els remolins poden formar-se perquè queden protegits del vent solar. El model de protecció del vent solar proposa que els remolins inclouen materials silicatats exposats, les albedos dels quals han estat selectivament preservades amb el temps dels efectes del bombardeig de partícules espacials gràcies a la deflexió magnètica dels ions del vent solar. Segons aquest model, l'aparença més madura de les superfícies de silicat exposades a la radiació en el sistema solar interior, és deguda almenys en part a un efecte del bombardeig d'ions del vent solar. Aquest model suggereix que la formació de remolins és un procés continu, que s'inicia amb l'assentament d'una anomalia magnètica.
El model d'impacte cometari argumenta que l'albedo alta dels remolins és el resultat de l'escombratge de la major part del material de la superfície d'una regolita pel flux turbulent de la cua de gas i pols, el nou material de la qual fi exposat i redepositat, distribueix les partícules en dipòsits discrets. Segons aquest model, les fortes anomalies magnètiques registrades són el resultat de la magnetització de materials de la superfície propers sotmesos a un escalfament per sobre de la temperatura de Curie, a través de col·lisions de gas i micro impactes de partícules a velocitats extremadament altes quan la cua del cometa impacta en la superfície. Els defensors del model d'impacte cometari expliquen la coincidència de molts remolins amb conques antipodals relativament joves, amb la gran grandària d'algunes d'aquestes conques importants (el que facilita la coincidència) o amb el resultat d'una cartografia incompleta, on encara no figuren les ubicacions de la majoria dels remolins.
El model de transport de la pols proposa que els camps elèctrics febles creats per la interacció entre les anomalies magnètiques de l'escorça i el plasma de vent solar podrien atreure o repel·lir pols carregada elèctricament. A les zones d'albedo alta, el material feldespàtic és el component dominant de les partícules més fines del sòl lunar. El moviment electroestàtic de la pols aixecada per sobre de la superfície durant els creus del llimb del límit de la zona d'ombra podrien causar aquesta acumulació diferencial de materials, formant els brillants patrons de les volutes dels remolins.

## Solució a l'enigma dels remolins lunars
Segons una investigació realitzada per Peter Schultz al capdavant d'un equip d'investigadors de la Universitat de Brown (publicada en un article de la revista Icarus al juny de 2015), "els remolins lunars van ser creats per una sèrie de col·lisions cometàries esdevingudes en els últims 100 milions d'anys".
D'acord amb detallats models informàtics, el mecanisme més plausible per a la formació dels remolins lunars es confirma que està lligat amb el segon model (proposat pel mateix Schultz en la dècada de 1980), relacionat amb l'efecte d'arrossegament del gas alliberat a grans velocitats durant successos d'impacte cometari.